# Atriplex prostrata
Atriplex prostrata là loài thực vật có hoa thuộc họ Dền. Loài này được Boucher ex DC. mô tả khoa học đầu tiên năm 1805.